# Балюк Вадим Володимирович
Вади́м Володи́мирович Балю́к (позивний «Балу»; нар. 1991, м. Новоселиця, Чернівецька область) — український військовослужбовець, майор Збройних сил України, учасник російсько-української війни. Лицар ордена Богдана Хмельницького II (2023) та III (2018) ступенів, кавалер ордена «Народний Герой України» (2017).

## Життєпис
Вадим Балюк народився 1991 року на Чернівеччині.
Закінчив Новоселицьку гімназію, Чернівецький промислово-економічний коледж, заочне відділення Національного університету «Львівська політехніка».
Після пів року строкової служби уклав контракт. До початку російського вторгнення в Україну 2014 року служив у військовій частині фельд'єгерсько-поштового зв'язку в Криму. Вийшов з анексованого півострова з одним речмішком.
За розподілом прибув до однієї з частин Повітряних сил в Івано-Франківську. Після місяця служби — переведений до батальйону ТрО, який формувався в Чернівцях.
Учасник АТО. У 2015 році був санітаром медроти 34-го батальйону. Рятував людей під Зайцевим та Горлівкою. Потім став командиром взводу.
У лютому 2018 року старшого лейтенанта Вадима Балюка призначено командиром мотопіхотної роти.
Станом на лютий 2020 року старший лейтенант Вадим Балюк уже втретє з ротою перебував на оборонних рубежах біля селища Піски.

## Нагороди
- орден Богдана Хмельницького II ступеня (27 грудня 2023) — за особисту мужність, виявлену у захисті державного суверенітету та територіальної цілісності України, самовіддане виконання військового обов'язку[3];
- орден Богдана Хмельницького III ступеня (23 серпня 2018) — за особистий внесок у зміцнення обороноздатності Української держави, мужність і самовідданість, виявлені під час бойових дій, високий професіоналізм та зразкове виконання службових обов’язків[4];
- орден «Народний Герой України» (2017)[1].

## Військові звання
- майор (станом на 2023)[3].
- старший лейтенант (2018).
- лейтенант (на 23.8.2018).